# パルム・ドール
パルム・ドール（仏: Palme d'Or、Golden Palmae。「黄金の椰子」）は、カンヌ国際映画祭（1946年 - ）における最高賞である。
日本の作品では、『地獄門』（衣笠貞之助監督）、『影武者』（黒澤明監督）、『楢山節考』『うなぎ』（それぞれ今村昌平監督）、『万引き家族』（是枝裕和監督）の5作品が受賞している。

## 変遷
1939年から1954年までは最高賞を「グランプリ」（Grand Prix du Festival International du Film）としていたが、1955年にトロフィーの形にちなんだ「パルム・ドール」（黄金のシュロ、デザインはジャン・コクトー）を正式名称とし、「グランプリ」とも呼ばれる形とした。
1964年に最高賞の正式名称を「グランプリ」に戻すが、1975年に再度「パルム・ドール」とした。
長らくカンヌにおいては「グランプリ」とは最高賞の正式名称もしくは別名であったが、1990年からは審査員特別賞（Grand Prix Spécial du Jury）に「グランプリ」の名が与えられることになった。こちらは最高賞ではないので注意が必要である。
2015年、パルム・ドールが制定されてから60周年を迎えたことを記念してアレクシス・ヴェレル監督の、パルム・ドール受賞者に取材したドキュメンタリー映画『カンヌ 伝説が生まれる街』（原題／La légende de la palme d'or (The Legend of The Palme D'Or)）が公開された。出演は、マーティン・スコセッシ、ヴィム・ヴェンダース、ジェーン・カンピオン、スティーヴン・ソダーバーグ、エミール・クストリッツァ、ナンニ・モレッティ、アピチャッポン・ウィーラセタクン。

## スペシャル・パルム・ドール
2018年の第71回カンヌ国際映画祭では、パルムドールを超越する賞として例外的に「スペシャル・パルム・ドール」が授与された。受賞作はジャン=リュック・ゴダール監督の『イメージの本』である。

## 受賞記録
パルムドールの最多受賞記録は現在2回であり、それを達成した監督は、
- アルフ・シェーベルイ　（スウェーデン、1946年『もだえ』、1951年『令嬢ジュリー』）
- フランシス・フォード・コッポラ　（アメリカ、1974年『カンバセーション…盗聴…』、1979年『地獄の黙示録』）
- 今村昌平　（日本、1983年『楢山節考』、1997年『うなぎ』）
- エミール・クストリッツァ　（セルビア、1985年『パパは、出張中!』、1995年『アンダーグラウンド』）
- ビレ・アウグスト（デンマーク、1988年『ペレ』、1992年『愛の風景』）
- ダルデンヌ兄弟（ベルギー、1999年『ロゼッタ』、2005年『ある子供』）
- ミヒャエル・ハネケ（オーストリア、2009年『白いリボン』、2012年『愛、アムール』 ）
- ケン・ローチ（イギリス、2006年『麦の穂をゆらす風』、2016年『わたしは、ダニエル・ブレイク』 ）
- リューベン・オストルンド（スウェーデン、2017年『ザ・スクエア 思いやりの聖域』、2022年『逆転のトライアングル』)

の9組である。
パルム・ドールを受賞した女性監督はジェーン・カンピオンとジュリア・デュクルノー、ジュスティーヌ・トリエの3人だけであり、金熊賞、金獅子賞の7人に比べ少ない。
パルム・ドール受賞作は他の賞を受賞できないという決まりがある。そのため2013年には『アデル、ブルーは熱い色』での演技を表彰する目的で、監督アブデラティフ・ケシシュに加え、主演のアデル・エグザルホプロスとレア・セドゥにもパルム・ドールが贈られた。これは審査委員長スティーヴン・スピルバーグの計らいによるものであり、史上初のことである。

## 1930年代
| 開催年 | 題名 原題            | 監督              | 製作国         |
| ------ | -------------------- | ----------------- | -------------- |
| 1939年 | 大平原 Union Pacific | セシル・B・デミル | アメリカ合衆国 |

## 1940年代
| 開催年 | 題名 原題                                          | 監督                                    | 製作国           |
| ------ | -------------------------------------------------- | --------------------------------------- | ---------------- |
| 1946年 | もだえ Iris och löjtnantshjärta                    | アルフ・シェーベルイ                    | スウェーデン     |
| 1946年 | 失われた週末 The Lost Weekend                      | ビリー・ワイルダー                      | アメリカ合衆国   |
| 1946年 | 地球は赤くなる De røde enge                        | ボディル・イプセン ラウ・ラウリッツェン | デンマーク       |
| 1946年 | 下層都市 Neecha Nagar(नीचा नगर)                      | チェタン・アナンド                      | インド           |
| 1946年 | 逢びき Brief Encounter                             | デヴィッド・リーン                      | イギリス         |
| 1946年 | マリア・カンデラリア María Candelaria (Xochimilco) | エミリオ・フェルナンデス                | メキシコ         |
| 1946年 | 偉大な転換 Великий перелом                         | フリードリッヒ・エルムレル              | ソビエト連邦     |
| 1946年 | 田園交響楽 La symphonie pastorale                  | ジャン・ドラノワ                        | フランス         |
| 1946年 | 最後のチャンス Die letzte Chance                   | レオポルト・リントベルク                | スイス           |
| 1946年 | 翼のない男たち Muzi bez krídel                     | フランチシェク・チャープ                | チェコスロバキア |
| 1946年 | 無防備都市 Roma, città aperta                      | ロベルト・ロッセリーニ                  | イタリア         |
| 1947年 | 受賞作なし                                         |                                         |                  |
| 1949年 | 第三の男 The Third Man                             | キャロル・リード                        | イギリス         |

註：1946～54年まではパルム・ドールではなくグランプリという名前だった。1948年には映画祭自体が開催されなかった。

## 1950年代
| 開催年 | 題名 原題                                                             | 監督                                | 製作国                     |
| ------ | --------------------------------------------------------------------- | ----------------------------------- | -------------------------- |
| 1951年 | 令嬢ジュリー Fröken Julie                                             | アルフ・シェーベルイ                | スウェーデン               |
| 1951年 | ミラノの奇蹟 Miracolo a Milano                                        | ヴィットリオ・デ・シーカ            | イタリア                   |
| 1952年 | オーソン・ウェルズのオセロ The Tragedy of Othello: The Moor of Venice | オーソン・ウェルズ                  | アメリカ合衆国 他          |
| 1952年 | 2ペンスの希望 Due soldi di speranza                                   | レナート・カステラーニ              | イタリア                   |
| 1953年 | 恐怖の報酬 Le Salaire de la peur                                      | アンリ＝ジョルジュ・クルーゾー      | フランス                   |
| 1954年 | 地獄門                                                                | 衣笠貞之助                          | 日本                       |
| 1955年 | マーティ Marty                                                        | デルバート・マン                    | アメリカ合衆国             |
| 1956年 | 沈黙の世界 Le Monde du silence                                        | ジャック＝イヴ・クストー ルイ・マル | フランス イタリア          |
| 1957年 | 友情ある説得 Friendly Persuasion                                      | ウィリアム・ワイラー                | アメリカ合衆国             |
| 1958年 | 鶴は翔んでゆく Летят журавли                                          | ミハイル・カラトーゾフ              | ソビエト連邦               |
| 1959年 | 黒いオルフェ Orfeu Negro                                              | マルセル・カミュ                    | フランス イタリア ブラジル |

註：1946～54年まではパルム・ドールではなくグランプリという名前だった。1950年には映画祭自体が開催されなかった。

## 1960年代
| 開催年 | 題名 原題                                      | 監督                           | 製作国            |
| ------ | ---------------------------------------------- | ------------------------------ | ----------------- |
| 1960年 | 甘い生活 La dolce vita                         | フェデリコ・フェリーニ         | イタリア フランス |
| 1961年 | かくも長き不在 Une aussi longue absence        | アンリ・コルピ                 | フランス          |
| 1961年 | ビリディアナ Viridiana                         | ルイス・ブニュエル             | スペイン          |
| 1962年 | サンタ・バルバラの誓い O Pagador de Promessas  | アンセルモ・デュアルテ         | ブラジル          |
| 1963年 | 山猫 Il gattopardo                             | ルキノ・ヴィスコンティ         | イタリア          |
| 1964年 | シェルブールの雨傘 Les Parapluies de Cherbourg | ジャック・ドゥミ               | フランス          |
| 1965年 | ナック The Knack ...and How to Get It          | リチャード・レスター           | イギリス          |
| 1966年 | 男と女 Un homme et une femme                   | クロード・ルルーシュ           | フランス          |
| 1966年 | 蜜がいっぱい Signore e Signori                 | ピエトロ・ジェルミ             | イタリア フランス |
| 1967年 | 欲望 BLOW-UP                                   | ミケランジェロ・アントニオーニ | イギリス イタリア |
| 1968年 | 五月革命で中止                                 |                                |                   |
| 1969年 | If もしも.... If....                           | リンゼイ・アンダーソン         | イギリス          |

## 1970年代
| 開催年 | 題名 原題                                                          | 監督                                            | 製作国            |
| ------ | ------------------------------------------------------------------ | ----------------------------------------------- | ----------------- |
| 1970年 | M★A★S★H マッシュ M*A*S*H                                           | ロバート・アルトマン                            | アメリカ合衆国    |
| 1971年 | 恋 The Go-Between                                                  | ジョゼフ・ロージー                              | イギリス          |
| 1972年 | 労働者階級は天国に入る La classe operaia va in paradiso            | エリオ・ペトリ                                  | イタリア          |
| 1972年 | 黒い砂漠 Il caso Mattei                                            | フランチェスコ・ロージ                          | イタリア          |
| 1973年 | 雇い人 The Hireling                                                | アラン・ブリッジス                              | イギリス          |
| 1973年 | スケアクロウ Scarecrow                                             | ジェリー・シャッツバーグ                        | アメリカ合衆国    |
| 1974年 | カンバセーション…盗聴… The Conversation                            | フランシス・フォード・コッポラ                  | アメリカ合衆国    |
| 1975年 | くすぶりの年代の記録(小さな火の歴史) Chronique des annés de braise | モハメッド・ラクダル＝ハミナ                    | アルジェリア      |
| 1976年 | タクシードライバー Taxi Driver                                     | マーティン・スコセッシ                          | アメリカ合衆国    |
| 1977年 | 父 パードレ・パドローネ Padre Padrone                              | パオロ・タヴィアーニ ヴィットリオ・タヴィアーニ | イタリア          |
| 1978年 | 木靴の樹 L'Albero degli zoccoli                                    | エルマンノ・オルミ                              | イタリア フランス |
| 1979年 | 地獄の黙示録 Apocalypse Now                                        | フランシス・フォード・コッポラ                  | アメリカ合衆国    |
| 1979年 | ブリキの太鼓 Die Blechtrommel                                      | フォルカー・シュレンドルフ                      | 西ドイツ          |

## 1980年代
| 開催年 | 題名 原題                                           | 監督                       | 製作国                  |
| ------ | --------------------------------------------------- | -------------------------- | ----------------------- |
| 1980年 | オール・ザット・ジャズ All That Jazz                | ボブ・フォッシー           | アメリカ合衆国          |
| 1980年 | 影武者                                              | 黒澤明                     | 日本 アメリカ合衆国     |
| 1981年 | 鉄の男 Czlowiek z zelaza                            | アンジェイ・ワイダ         | ポーランド              |
| 1982年 | ミッシング Missing                                  | コスタ・ガヴラス           | ギリシャ アメリカ合衆国 |
| 1982年 | 路 Yol                                              | ユルマズ・ギュネイ         | トルコ                  |
| 1983年 | 楢山節考                                            | 今村昌平                   | 日本                    |
| 1984年 | パリ、テキサス Paris,Texas                          | ヴィム・ヴェンダース       | 西ドイツ                |
| 1985年 | パパは、出張中! Otac na sluzbenom putu              | エミール・クストリッツァ   | ユーゴスラビア          |
| 1986年 | ミッション The Mission                              | ローランド・ジョフィ       | イギリス                |
| 1987年 | 悪魔の陽の下に Sous le soleil de Satan              | モーリス・ピアラ           | フランス                |
| 1988年 | ペレ Pelle Erobreren                                | ビレ・アウグスト           | デンマーク スウェーデン |
| 1989年 | セックスと嘘とビデオテープ Sex, Lies, and Videotape | スティーヴン・ソダーバーグ | アメリカ合衆国          |

## 1990年代
| 開催年 | 題名 原題                              | 監督                                  | 製作国                     |
| ------ | -------------------------------------- | ------------------------------------- | -------------------------- |
| 1990年 | ワイルド・アット・ハート Wild at Heart | デヴィッド・リンチ                    | アメリカ合衆国             |
| 1991年 | バートン・フィンク Barton Fink         | コーエン兄弟                          | アメリカ合衆国             |
| 1992年 | 愛の風景 Den gode vilje                | ビレ・アウグスト                      | デンマーク スウェーデン 他 |
| 1993年 | さらば、わが愛/覇王別姫 霸王別姬       | チェン・カイコー                      | 中国 イギリス領香港        |
| 1993年 | ピアノ・レッスン The Piano             | ジェーン・カンピオン                  | ニュージーランド           |
| 1994年 | パルプ・フィクション Pulp Fiction      | クエンティン・タランティーノ          | アメリカ合衆国             |
| 1995年 | アンダーグラウンド Underground         | エミール・クストリッツァ              | ユーゴスラビア 他          |
| 1996年 | 秘密と嘘 Secrets & Lies                | マイク・リー                          | イギリス                   |
| 1997年 | 桜桃の味 طعم گيلاس                     | アッバス・キアロスタミ                | イラン                     |
| 1997年 | うなぎ                                 | 今村昌平                              | 日本                       |
| 1998年 | 永遠と一日 Μιά αιωνιότητα και μιά μέρα | テオ・アンゲロプロス                  | ギリシャ 他                |
| 1999年 | ロゼッタ Rosetta                       | ジャン＝ピエール&リュック・ダルデンヌ | ベルギー フランス          |

## 2000年代
| 開催年 | 題名 原題                                                  | 監督                                  | 製作国            |
| ------ | ---------------------------------------------------------- | ------------------------------------- | ----------------- |
| 2000年 | ダンサー・イン・ザ・ダーク Dancer in the Dark              | ラース・フォン・トリアー              | デンマーク 他     |
| 2001年 | 息子の部屋 La stanza del figlio                            | ナンニ・モレッティ                    | イタリア          |
| 2002年 | 戦場のピアニスト The Pianist                               | ロマン・ポランスキー                  | ポーランド 他     |
| 2003年 | エレファント Elephant                                      | ガス・ヴァン・サント                  | アメリカ合衆国    |
| 2004年 | 華氏911 Fahrenheit 9/11                                    | マイケル・ムーア                      | アメリカ合衆国    |
| 2005年 | ある子供 L'Enfant                                          | ジャン＝ピエール&リュック・ダルデンヌ | ベルギー フランス |
| 2006年 | 麦の穂をゆらす風 The Wind That Shakes the Barley           | ケン・ローチ                          | アイルランド 他   |
| 2007年 | 4ヶ月、3週と2日 4 luni, 3 saptamâni si 2 zile              | クリスティアン・ムンジウ              | ルーマニア        |
| 2008年 | パリ20区、僕たちのクラス Entre Les Murs                    | ローラン・カンテ                      | フランス          |
| 2009年 | 白いリボン Das weiße Band – Eine deutsche Kindergeschichte | ミヒャエル・ハネケ                    | オーストリア 他   |

## 2010年代
| 開催年 | 題名 原題                                    | 監督                             | 製作国                                          |
| ------ | -------------------------------------------- | -------------------------------- | ----------------------------------------------- |
| 2010年 | ブンミおじさんの森 ลุงบุญมีระลึกชาติ              | アピチャッポン・ウィーラセタクン | タイ                                            |
| 2011年 | ツリー・オブ・ライフ The Tree of Life        | テレンス・マリック               | アメリカ合衆国                                  |
| 2012年 | 愛、アムール Amour                           | ミヒャエル・ハネケ               | オーストリア フランス ドイツ                    |
| 2013年 | アデル、ブルーは熱い色 La Vie d'Adèle        | アブデラティフ・ケシシュ         | フランス                                        |
| 2014年 | 雪の轍 Kış Uykusu                            | ヌリ・ビルゲ・ジェイラン         | トルコ ドイツ フランス                          |
| 2015年 | ディーパンの闘い Dheepan                     | ジャック・オーディアール         | フランス                                        |
| 2016年 | わたしは、ダニエル・ブレイク I, Daniel Blake | ケン・ローチ                     | イギリス フランス ベルギー                      |
| 2017年 | ザ・スクエア 思いやりの聖域 The Square       | リューベン・オストルンド         | スウェーデン デンマーク アメリカ合衆国 フランス |
| 2018年 | 万引き家族                                   | 是枝裕和                         | 日本                                            |
| 2019年 | パラサイト 半地下の家族 기생충               | ポン・ジュノ                     | 韓国                                            |

## 2020年代
| 開催年 | 題名 原題                                              | 監督                                                   | 製作国                                                 |
| ------ | ------------------------------------------------------ | ------------------------------------------------------ | ------------------------------------------------------ |
| 2020年 | 新型コロナウイルス感染症の世界的流行に伴い、実施なし。 | 新型コロナウイルス感染症の世界的流行に伴い、実施なし。 | 新型コロナウイルス感染症の世界的流行に伴い、実施なし。 |
| 2021年 | TITANE/チタン Titane                                   | ジュリア・デュクルノー                                 | フランス ベルギー                                      |
| 2022年 | 逆転のトライアングル Triangle of Sadness               | リューベン・オストルンド                               | スウェーデン フランス イギリス ドイツ                  |
| 2023年 | 落下の解剖学 Anatomie d'une chute                      | ジュスティーヌ・トリエ                                 | フランス                                               |
| 2024年 | ANORA アノーラ Anora                                   | ショーン・ベイカー                                     | アメリカ合衆国                                         |
| 2025年 | シンプル・アクシデント یک تصادف ساده                   | ジャファール・パナヒ                                   | イラン フランス ルクセンブルク                         |